# Ave, virgo regia
Ave, virgo regia – XV-wieczna sekwencja na cześć Maryi Panny autorstwa Adama Świnki z Zielonej.
Zachowała się tylko w jednym, pochodzącym z XV wieku rękopisie mszału nutowanego, odnalezionym w katedrze krakowskiej. Składa się z pięciu strof parzystych i jednej strofy końcowej. Tekst utworu przynależy do poezji kunsztownej — jest akrostychem, w którym pierwsze litery każdej strofy tworzą zdanie "Adam fecit me", świadczące o autorstwie Adama Świnki. 
Treścią utworu jest wychwalanie Maryi, która opisana jest w nim jako przynoszaca chwałę niebu, ludziom przebaczenie i pokój, aniołom radość a całemu światu zbawienie. Maryja jest w utworze tytułowana rosą, krzakiem płonącym, światłem świata, gwiazdą morza, kwiatem, wybawicielką oraz charakterystycznym tytułem Deipara hagia. 
Tekst utworu wydano w Analecta hymnica medii aevi XLII 129 oraz w Cantica medii aevii polono-latina I pod red. Henryka Kowalewicza.